# Vicente Campo Elías
Juan Vicente Campo Elías (Soto en Cameros, La Rioja, Castilla la Vieja, España, 1759 – San Mateo, Venezuela, 17 de marzo de 1814), fue un coronel prócer de la Independencia de Venezuela.

## Biografía

### Partida a Venezuela
Hijo de Don José del Campo Elías y de Doña María Elías González, ambos de Soto en Cameros y parientes. Aunque nació en España, con 33 años de edad, en 1792 viajó hacia América con uno de sus tíos, Don Hipólito Elías, que fue nombrado canónigo de la catedral de Mérida, Venezuela en 1792. Sin embargo, Vicente Campo Elías se radicó en Trujillo, donde se dedicó al comercio despertando gran simpatía entre sus pobladores, y siendo elegido síndico procurador del ayuntamiento de la misma.
Por exigencias de su negocio, tuvo que establecerse en Mérida, y en el mismo 1800  se casó con la hija de una de las personas más distinguidas de esta localidad. En virtud de las anteriores consideraciones, Campo Elías desempeñó la alcaldía de Mérida en 1805, y al año siguiente fue Diputado de la Junta de Consolidación.

### La Independencia
En septiembre de 1810, Mérida se integró al movimiento revolucionario iniciado en Caracas el 19 de abril anterior, y la ciudad constituyó su «Junta Patriótica», de la cual fue Campo Elías uno de sus miembros más distinguidos. Posteriormente, fue designado miembro del Tribunal de Alzadas.
Perdida la Primera República en 1812 y entregada la provincia a las autoridades españolas, Campo Elías tuvo que internarse en las montañas de la región hasta abril de 1813, fecha en que regresó a la ciudad, ya abandonada por las tropas realistas ante el avance de Simón Bolívar en su famosa «Campaña Admirable». Campo Elías reunió tropas a su paso, se puso al frente de ellas, asumió el mando de la ciudad, y cuando el Libertador entró en Mérida el 23 de mayo de aquel año, se incorporó a las tropas libertadoras con un contingente de 500 hombres. Fue en esta oportunidad cuando, por primera vez, el pueblo de Mérida designó a Bolívar con el nombre de Libertador.
Campo Elías fue nombrado Capitán y adscrito a las fuerzas de José Félix Ribas, a la sazón Comandante de la retaguardia de las tropas patriotas. En estas condiciones peleó en Niquitao el 2 de julio contra las fuerzas realistas del Capitán Martí, a las que persiguió y aniquiló. Luego estuvo en el sitio de Los Horcones, donde fuerzas rebeldes derrotaron a las tropas del realista Oberto. Participó más tarde, junto con Atanasio Girardot, en el ataque y asalto de la fortaleza de Puerto Cabello: se batió valerosamente en la batalla de Bárbula; y en Las Trincheras vengó la muerte de Girardot, caído heroicamente en Bárbula, derrotando completamente a las fuerzas realistas. Por tan brillantes triunfos el Libertador lo ascendió a Teniente-Coronel.
Es importante destacar que, siendo peninsular de nacimiento, Campo Elías había jurado «acabar con todos los españoles y, luego, cuando no quedara ninguno, suicidarse para que no quedara ni uno solo de su raza». Determinación que acrecienta el misterio de su odio por el pueblo al cual pertenecía.
Mientras tanto, ya había aparecido José Tomás Boves en los Llanos y había provocado el desastre del Caño de Santa Catalina, donde derrotó a los patriotas al mando de Tomás Montilla. Frente a esta situación, el Libertador designa a Campo Elías para detener y someter a Boves. Este reunió cuantos caballos pudo en San Sebastián y otros lugares, y al frente de su batallón «Barlovento» sale en busca de Boves en marchas forzadas hacia el Guárico. El 14 de octubre de 1813 lo encuentra en Sabana de Mosquitero, y después de rudos y sangrientos combates, le inflige una completa derrota, teniendo Boves que retirarse hacia el sur, refugiándose en Guayabal, a donde llegó con sólo 17 hombres. Más tarde, el 5 de diciembre, al frente del «Barlovento», Campo Elías peleó junto al Libertador en la batalla de Araure, donde conjuntamente con Luis María Rivas-Dávila y sus dragones, determinó el triunfo de los criollos sobre las tropas realistas del Coronel José Cevallos.
Campo Elías entró en Calabozo (población del Estado Guárico) y se dice que pasó a filo de machete (ejecutó) a más de 3000 personas, la cuarta parte de la población de esa localidad. Como para esa época muchos llaneros combatían en el bando realista, esta crueldad de Campo Elías determinó que se alistaran nuevamente, y en mayor número, en las filas de Boves.
Al principio de 1814 aparece nuevamente Boves con más de 7000 soldados llaneros que formaban la «Legión Infernal». Ocupa a Calabozo, divide sus fuerzas en dos bandos: uno, al mando de Francisco Rosete, que se dirige a Ocumare del Tuy, lo ocupa y comete toda clase de crímenes; y el otro, al mando del propio Boves, que llega a Villa de Cura. Campo Elías, ya Coronel, le sale al encuentro en La Puerta el 3 de febrero, pero inferior en número, recibe la derrota.

### Fallecimiento
Boves, victorioso y arrollador, avanza y llega a La Victoria, donde José Félix Ribas hizo la cruenta defensa de la ciudad el 12 de febrero con estudiantes universitarios y seminaristas bisoños de Caracas. Y en medio de aquel desigual combate, llega Campo Elías con 220 hombres junto a Mariano Montilla y Luis María Rivas Davila, y hace retroceder a Boves, infligiéndole una nueva derrota. Este se retira a Pantanero, de donde es desalojado en la mañana del 13 por Campo Elías y sus combatientes.
Recuperado tras la derrota, Boves en Villa de Cura, avanza nuevamente hacia Caracas. Bolívar se apresta hacerle resistencia en San Mateo. Se entabla la terrible batalla que comienza el 27 de febrero y no habrá de terminar hasta el 30 de marzo con el triunfo de los republicanos. Campo Elías, herido gravemente, muere en el hospital de campaña de San Mateo el 17 de marzo de 1814.